# Чаршијска кућа породице Васић
Чаршијска кућа породице Васић се налази у Лазаревцу, подигнута је у другој половини 19. века, у периоду формирања лазаревачке Чаршије. Зграда представља непокретно културно добро као споменик културе.
Кућа је саграђена као грађевина двојне намене, представља у просторном смислу класичну шему маловарошке куће у Србији друге половине 19. века. Овај тип куће води порекло од дводелне шумадијске чатмаре, чији је основни план и данас присутан у приземном пословном делу зграде. Спратни стамбени део са доксатом непосредно се везује за тип старије моравске куће. 
Комбинацијом два основна и доминантна типа сеоске куће у Србији, шумадијске и моравске, кућа породице Васић поседује управо она просторна, архитектонска и ликовна решења која представљају и највећу вредност нашег народног неимарства.